# Il matematico impenitente
(Piergiorgio Odifreddi)
Il matematico impenitente è una raccolta di articoli di Piergiorgio Odifreddi suddivisa in sette capitoli intitolati:
- Fatti
- Opinioni
- Parole
- Pensieri
- Calcoli
- Esperimenti
- Persone

Si tratta di saggi, riflessioni e osservazioni su temi congeniali a Odifreddi, logica e matematica, cui si aggiungono divagazioni sulla religione, l'attualità politica, la lingua e la letteratura. Lo sguardo sul presente si alterna a ricognizioni sul passato.
In molte parti del suo libro, ma in particolare nelle due sezioni iniziali Fatti e Opinioni Odifreddi ha inteso rispondere ai molti attacchi ricevuti in particolare dopo l'uscita del suo libro precedente Perché non possiamo essere cristiani (e meno che mai cattolici). Con questo saggio ha però voluto riavvicinarsi ad uno dei suoi scritti divulgativi di maggior successo, vale a dire Il matematico impertinente, abbracciando tematiche diverse a tutto tondo.

## Edizioni
- Piergiorgio Odifreddi, Il matematico impenitente, Longanesi, 2008, ISBN 978-88-304-2565-1.